# 山伟
山偉（?—?），字仲才，河南郡洛陽县（今河南省洛陽市）人，中国南北朝北魏、東魏官员。
先世为鲜卑土难氏，居于代。山偉是金明太守山稚之之子。山稚之担任营陵县令，他随父亲赴营陵县，師事营陵王惠，涉猎文史。魏孝明帝初年，元匡为御史中尉，山偉兼侍御史。入台五日，时值正会，受命管理神武门。山偉之妻的从叔为羽林隊主，鞭打殿門直長，山偉弹劾上奏。山偉任国子助教，转任員外郎、廷尉評。
六鎮之乱、隴西之乱爆发，领军元乂積極起用代人，调和当时的不满。山偉上奏書，赞美元乂的政策。安豊王元延明、黄門郎元順推薦山偉，元乂命山偉为尚書僕射元欽属下，兼尚書二千石郎。後山偉正式为尚書郎，修撰起居注。尚書僕射元順兼任選官，推薦山偉为諫議大夫。
528年（建義元年），爾朱荣河阴之变，山偉免禍。魏孝庄帝入洛陽太極殿，山偉任給事黄門侍郎，兼著作郎。531年（普泰元年），前废帝元恭即位，山偉为著作郎，加安東将軍、秘書監。爾朱兆入洛陽，官員逃亡，国史典書高法显密埋史書，故免于散逸。山偉自称藏匿史书是自己的功劳，请求賞赐。山偉依附爾朱世隆，封東阿县伯，高法显只封为男爵。不久山伟出任侍中。534年（天平元年），東魏建立，山偉任衛大将軍、中書令、監起居。後以本官再兼著作郎。在官任上去世。追贈驃騎大将軍、開府儀同三司、都督、幽州刺史，諡文貞公。長子山昂嗣爵。
在此之前，修北魏国史的有邓渊、崔琛、崔浩、高允、李彪、崔光。山伟与太仆卿綦儁等人向执掌朝政的上党王元天穆和尔朱世隆进谄言，说国史应该由北魏鲜卑本族人撰写，不应交给他人。山伟外示沈厚，内实矫竞。山伟修史大不称职，以致史事多阙、粗疏不堪。后人无法整理撰写。居史职二十余年，竟无所记。

## 延伸阅读
[在维基数据编辑]
 《魏書·卷81》，出自魏收《魏书》
 《北史/卷050》，出自李延壽《北史》